# Manuel Hermida Losada
Manuel Hermida Losada, noto come Hermidita (Gondomar, 9 settembre 1924 – 17 settembre 2005), è stato un calciatore spagnolo, di ruolo attaccante.

## Carriera
Hermidita è il miglior marcatore nella storia del Celta Vigo.